# 劉玉娘
劉玉娘，魏州成安县人，劉山人之女。為後唐莊宗李存勗皇后，李繼岌生母。劉玉娘殘害忠良，構陷大將郭崇韜、宗室李存乂，導致鄴都之變，鄴都之變引發興教門之變，李存勗被殺，與李存渥私通，剃髮成為女尼，後李嗣源即位，將劉玉娘賜死。

## 生平
劉玉娘自幼生活艱困，曾隨父親劉山人乞討維生，稍大後在市井中拍鼓賣唱維生。晉王李存勗的將領袁建丰，在攻討后梁的戰亂中將她擄走。被擄的劉玉娘因姿色豔美，能歌善舞，被袁建丰獻給晉王，成為晉王母曹夫人的侍女，學會了吹笙歌舞等技藝，成為晉王李存勗之妾，劉玉娘生下第一个儿子李继岌，相貌酷似李存勗，深得李存勗歡心，更加受宠。
劉玉娘的父親劉山人，後來打聽到女兒劉玉娘還活著，甚至還成為晋王爱妾，急忙趕來相認。經人通報后，莊宗本欲以隆重之禮去迎待，但劉玉娘介意自己出身微賤，恐招人非議，於是堅持不認父親，還說；「妾去鄉時，略可記憶，妾父不幸死于亂兵，妾時環尸慟哭而去。此田舍翁安得至此！」，語畢，劉玉娘竟命人將親生父親劉山人處以笞刑。
李存勗攻滅后梁，於923年稱帝，建國號唐，史稱后唐，李存勗是為莊宗。之前，莊宗为晋王时，一妻两妾的地位几乎相当；正室衛國夫人韓氏、侧室燕國夫人伊氏，和最得寵的魏国夫人劉玉娘。待即位后欲將劉玉娘冊立為皇后，但因韩夫人是正室，伊夫人位次又在刘氏上，而觉得为难。宰相豆盧革、樞密使郭崇韜皆上奏章稱讚劉玉娘的美德。同光二年（924年）四月，莊宗駕臨文明殿，下旨冊立劉玉娘為皇后。正室韓氏和在刘玉娘之前纳的妾伊氏抱怨諸多，於是莊宗於同年十二月將韓氏、伊氏依序冊為淑妃、德妃进行安抚。劉玉娘貪婪吝嗇，被冊封為皇后之後，和莊宗一起聚斂錢財，然而劉玉娘占有國庫無數財寶仍不滿足，還派人到全國各地經商販賣物品，從中獲利。
劉玉娘認定自己以寒微出身成為皇后，必是佛祖的保佑，因此在有生之年致力推崇佛教，四方的貢獻和錢財，劉玉娘必將之一分為二，一分用以供養伽藍，另一份則全歸自己所有，而劉玉娘心狠手辣，工於心計，为了掌握朝政，残害忠良，勾结伶官，聚财敛民。
同光四年三月，天象異變，占星指出；「皇帝御前有緊急的兵亂，最好趕趕快準備軍糧隨時岀征！」而國內又連年大旱，眾兵將的家眷都難以生存，起初以樹根草枝支撐，但草根樹皮仍不足果腹，將士的親族一一餓死，於是朝中大臣請莊宗以宮中的金銀綢緞來賑災，莊宗應允，劉玉娘卻不依，而且还將自己的两口银盆和三个儿子送到大臣面前，曰；「宮中只剩下這些了，就請大家用以籌備軍餉吧！」因此一鬧，最後不了了之。
後來，莊宗為了平定鄴城之變，準備御駕親征汴州，帶兵共二萬五千人，但眾兵將都對皇后劉玉娘的所作所為大感失望，途中不斷有士兵向敵軍投誠，莊宗只好一再下馬安撫士兵的情緒，並說；「在這次出征有建功者，必重重大賞！」但士兵們都說；「我們的親族都已經餓死，皇上這樣子做，為時太晚了。」莊宗只能難過的垂著淚。戰亂中莊宗被敵軍的流箭射中，傷勢嚴重，劉玉娘深知大勢已去，非但不去看望莊宗一眼，反而叫宦官送去一碗酪漿給他喝，莊宗剛喝下一碗，便倒臥在絳霄殿廊下不久死去。
莊宗駕崩後，劉玉娘命人焚毀嘉慶殿，並帶著大量的金銀錢財，和莊宗之弟李存渥岀逃宮城，並率领七百人的骑兵卫队，出奔太原，準備在那邊造築尼寺出家，途中李存渥見三十幾歲的劉玉娘風韻猶存，劉玉娘害怕李存渥丟下自己不管，百般挑逗李存渥，兩人便開始通姦，恣意淫樂，不久叔嫂淫亂的醜事被李嗣源發現，兩人逃至晉陽，李存渥被殺，劉玉娘只好剃髮為尼，但她仍被之後繼位的李嗣源命人賜死。後晉天福五年（940年），劉玉娘被追諡號為神閔敬皇后。

## 延伸阅读
[在维基数据编辑]
 《舊五代史·卷49》，出自薛居正《舊五代史》
 《新五代史·卷14》，出自歐陽修《新五代史》